# Lars Vogt
Lars Vogt (Düren, 8 settembre 1970 – Erlangen, 5 settembre 2022) è stato un pianista tedesco.

## Biografia
Lars Vogt si distinse ben presto come uno tra i massimi pianisti della sua generazione. Venuto alla ribalta nel 1990 con il conseguimento del secondo premio nella Leeds International Piano Competition, si esibì in seguito in recital e concerti in Europa, Asia e Nord America. 
Noto, in particolare, per le sue interpretazioni di Beethoven, Mozart e Brahms, oltre che per l'intensa attività cameristica, Vogt fu in assoluto il primo pianista in residence alla Philharmonie di Berlino nel 2003.
Nella stagione (2003-2004) debuttò con la New York Philharmonic Orchestra diretta da Lorin Maazel, e si esibì nel concerto inaugurale della nuova Carnegie Hall.
Lars Vogt prese parte al tour europeo della Dresden Staatskapelle diretta da Chung Myung-whun, esibendosi al Festival di Lucerna con la Chamber Orchestra of Europe insieme a Bernard Haitink confermando, altresì, la sua già frequente collaborazione con il Royal Concertgebouw, la Philharmonia, l'Orchestre Philharmonique de Radio France, la Gewandhausorchester Leipzig e la Frankfurt Radio Orchestras. Fu più volte protagonista al Mozarteum di Salisburgo, nella cui stagione tenne un recital solistico e ha interpretato i Concerti di Mozart con l'Orchestra del Mozarteum diretta da Ivor Bolton. 
Da segnalare anche il debutto con la Bayerischer Staatsorchester guidata da Kent Nagano e con l'Orquesta Nacional de España, accanto a numerose apparizioni negli Stati Uniti al fianco della Boston Symphony, Minnesota Orchestra and Cincinnati Symphony Orchestra.
Nel 1998 fondò il festival ‘'Spannungen'’, con sede a Heimbach. Alla cerchia ristretta degli artisti che compaiono figuravano Isabelle Faust, Christian Tetzlaff, Antje Weithaas, Tatiana Masurenko, Boris Pergamenschikow, Tanja Tetzlaff, Danae Dörken, Kiveli Dörken e Sharon Kam. Numerosi concerti di questo festival sono stati pubblicati su una serie di CD.
Vogt è morto nel 2022: da un anno lottava contro due tumori, uno alla gola e uno al fegato.

## Vita privata
Si sposò con la compositrice Tatjana Komarova e la violinista Anna Reszniak: dal secondo matrimonio nacquero i suoi tre figli.

## Discografia
- Beethoven, Concerti per pianoforte e orchestra n. 1 e 2
- Mozart, Piano Recital
- Mozart, Trio per pianoforte, violino e violoncello / Berg, Sonate / Schönberg, Chambersymphony (Heimbach)
- Dvorak, Sonatina / Čajkovskij, Trio per pianoforte, violino e violoncello (Heimbach)
- Sonate per violoncello russe, con Truls Mørk
- Sonate per violino francesi, con Sarah Chang
- Grieg, Concerto per pianoforte e orchestra / Schumann: Concerto per pianoforte e orchestra